# Karmrashen (Aragatsotn)
Karmrashen (in armeno Կարմրաշեն?; fino al 1946 Kirmizlu e Krmzlu) è un comune dell'Armenia di 634 abitanti (2001) della provincia di Aragatsotn. Il paese ha una chiesa del 1865 dedicata a Surb Astvatsatsin, un altare in pietra, le rovine di un forte e numerosi khachkar.